# 天主教捷克布傑約維采教區
天主教捷克布傑約維采教區（拉丁語：Dioecesis Budovicensis）是羅馬天主教在捷克的一個教區。屬布拉格總教區。成立於1785年9月20日。
教區範圍包括南捷克州和维索奇纳州一部份。2006年有教友295,500人，佔轄區總人口39.5%。教區下轄361個堂區，有157名司鐸。現任教區主教為伊里‧帕焦爾。